# Gare de Shin-Kemigawa
La gare de Shin-Kemigawa (新検見川駅, Shin-Kemigawa-eki) est une gare ferroviaire de la ville de Chiba dans la préfecture éponyme au Japon. La gare est desservie par la ligne Chūō-Sōbu de la JR East.

## Situation ferroviaire
La gare de Shin-Kemigawa est située au point kilométrique (PK) 54,2 de la ligne Chūō-Sōbu.

## Histoire
La gare a été inaugurée le 15 juillet 1951.

## Services aux voyageurs

### Accès et accueil
La gare dispose d'un bâtiment voyageurs, avec guichet, ouvert tous les jours.

### Desserte
- Ligne Chūō-Sōbu :
  - voie 1 : direction Funabashi, Shinjuku et Mitaka
  - voie 2 : direction Chiba